# دانیکش
دانیکش روستایی از توابع بخش کلاترزان شهرستان سنندج در استان کردستان ایران است. این روستابین روستای نگل وشهر شویشه قرار دارد.

## جمعیت
این روستا در دهستان نگل قرار دارد و براساس سرشماری مرکز آمار ایران در سال ۱۳۸۵، جمعیت آن ۵۵۷ نفر (۱۲۶خانوار) بوده‌است.